# Inga Karamchakova
Inga Karamchakova –en ruso, Инга Карамчакова– (29 de abril de 1978) es una deportista rusa que compitió en lucha libre. Ganó 4 medallas en el Campeonato Mundial de Lucha entre los años 1998 y 2002, y 4 medallas de oro en el Campeonato Europeo de Lucha entre los años 1998 y 2002.

## Palmarés internacional
| Campeonato Mundial | Campeonato Mundial      | Campeonato Mundial | Campeonato Mundial |
| Año                | Lugar                   | Medalla            | Categoría          |
| ------------------ | ----------------------- | ------------------ | ------------------ |
| 1998               | Poznań (Polonia)        | Medalla de bronce  | 46 kg              |
| 1999               | Boden (Suecia)          | Medalla de bronce  | 46 kg              |
| 2000               | Sofía (Bulgaria)        | Medalla de plata   | 46 kg              |
| 2002               | Calcis (Grecia)         | Medalla de plata   | 48 kg              |
| Campeonato Europeo |                         |                    |                    |
| Año                | Lugar                   | Medalla            | Categoría          |
| 1998               | Bratislava (Eslovaquia) | Medalla de oro     | 46 kg              |
| 1999               | Götzis (Austria)        | Medalla de oro     | 46 kg              |
| 2001               | Budapest (Hungría)      | Medalla de oro     | 46 kg              |
| 2002               | Seinäjoki (Finlandia)   | Medalla de oro     | 48 kg              |